# Aéroport de Huesca-Pyrénées
L'aéroport de Huesca (code IATA : HSK • code OACI : LEHC) est un aéroport situé à 10 km au sud-est de la ville de Huesca, en Espagne, sur le territoire des communes d'Alcalá del Obispo et Monflorite-Lascasas.

## Histoire
Des travaux avaient permis son ouverture aux vols commerciaux en 2006 (avec pour objectif d'assurer la desserte des stations de sports d'hiver aragonaises), vols qui ont été principalement assurés par la compagnie Air Nostrum vers différentes destinations, jusqu'à la fin des activités commerciales régulières en février 2011 en raison de la faible rentabilité des lignes desservant Huesca.
Au départ pensée pour la saison de ski, l'infrastructure de cet aéroport, qui a coûté 40 millions d'euros, a pâti des faillites de la compagnie aérienne locale Pyrenair et de l'école de pilotes chinoise Top Fly.
L'aéroport se situe à moins de 100 km d'un autre aéroport, celui de Saragosse.
L'aéroport a enregistré 2 633 mouvements et 263 passagers en 2015. 

## Galerie photographique

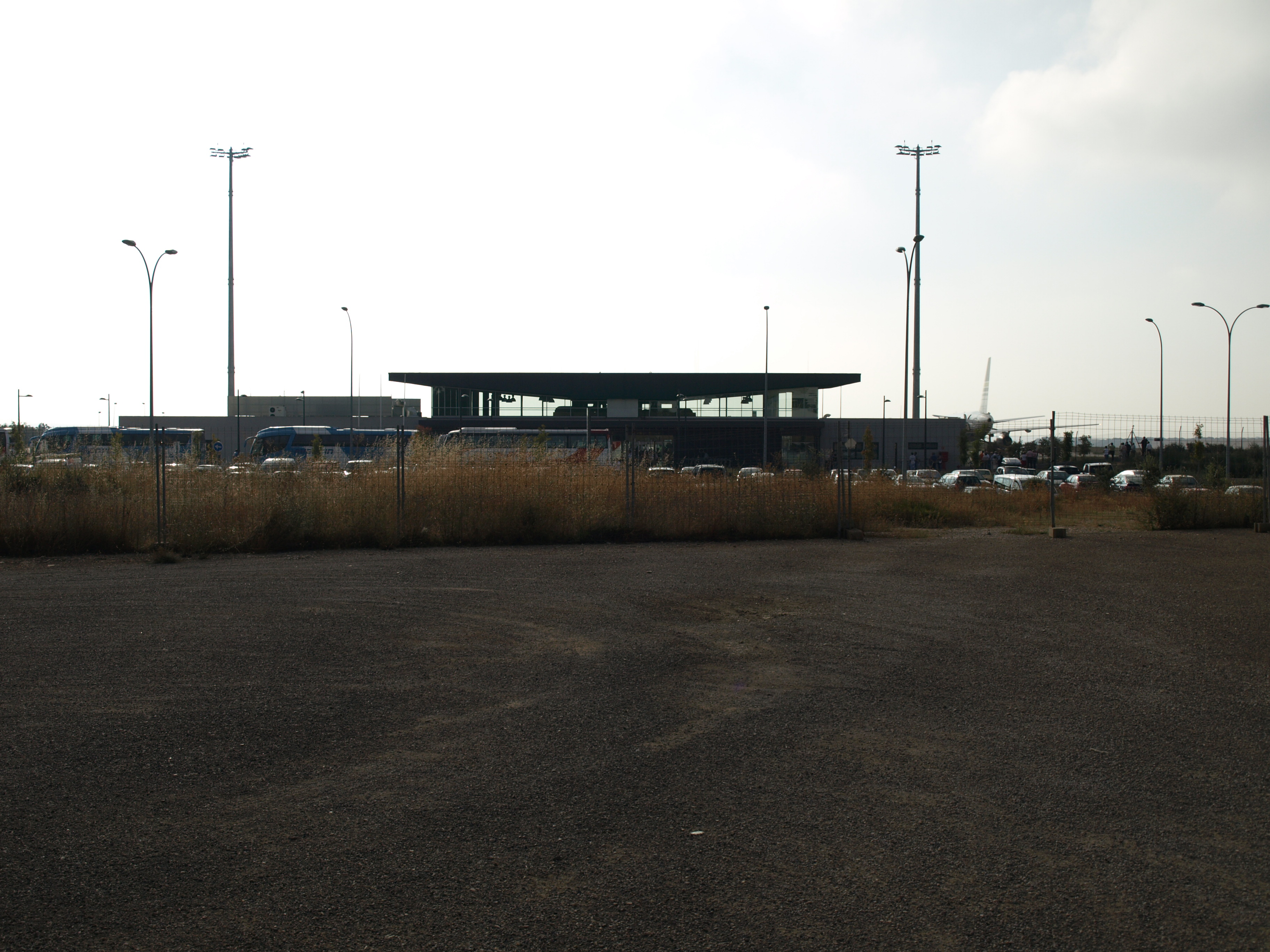
Vue de l'aérogare de Huesca en 2008.
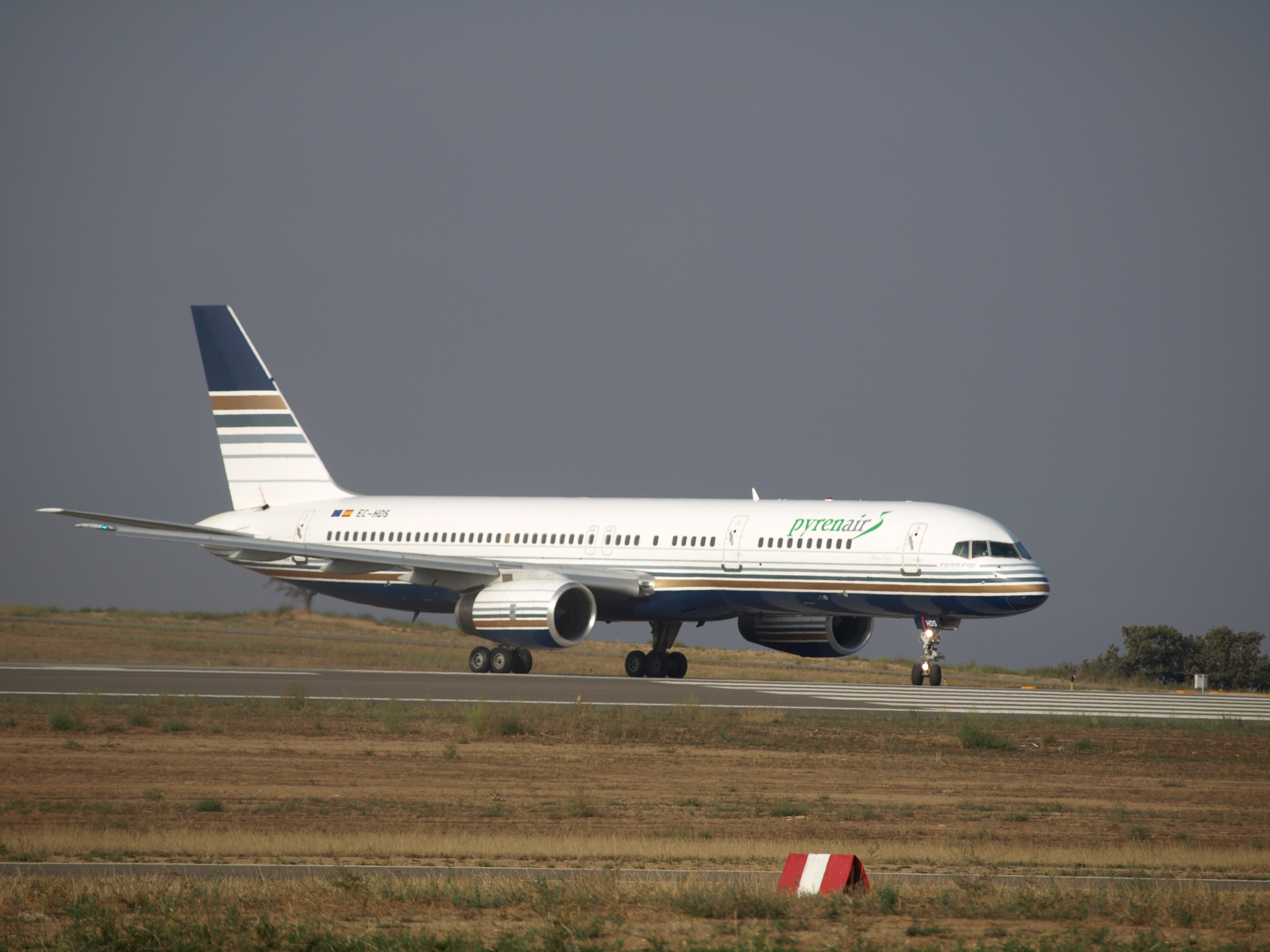
Premier atterrissage à Huesca en 2007.
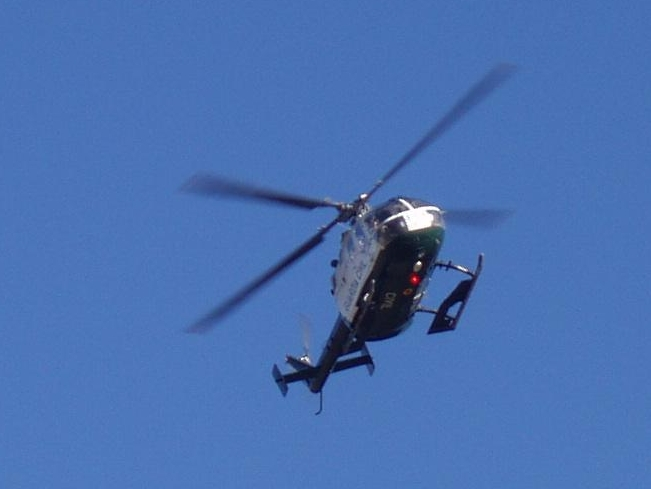
Hélicoptère de la Guardia Civil basé à Huesca.